# Inmigración finlandesa en Australia
La inmigración finlandesa en Australia comenzó en el año 1770 con la llegada del primer colono finlandés llamado Herman Dietrich Spöring, nacido en Turku. Spöring, un dibujante y científico, llegó a tierras australianas de la mano del capitán James Cook. Los dibujos del viaje realizados por Spöring están guardados en el Museo Británico de Londres. Debido a estos dibujos hechos por Spöring y a otras contribuciones realizadas allí, en la capital australiana, Canberra, se le ha homenajeado mediante el nombramiento de una calle en su honor. Spöring es considerado el patriarca de la inmigración finlandesa en Australia. Hoy en día hay alrededor de 30.000 australianos de ascendencia finlandesa, de los cuales aproximadamente 4.000 mantienen doble nacionalidad australiana-finlandesa.

## Historia

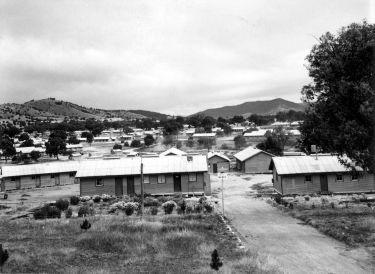
Campo de inmigrantes localizado en Bonegilla, Victoria en 1954. Allí se alojaban a los grupos de inmigrantes hasta que se les destinaba un trabajo y un lugar donde asentarse junto a su familia.

Cuando los nuevos inmigrantes llegaron a Australia, fueron llevados a campos de acogida. Una vez en el campamento, se les dio alojamiento y comida gratis hasta que al jefe de la familia le fuese asignado su primer empleo. El más grande y más conocido de estos campos era Bonegilla, un campo de exmilitares en el norte de Victoria. La mayoría de los finlandeses, junto con más de 300.000 inmigrantes de otros países, comenzaron su nueva vida en Bonegilla entre 1947 y 1971.
No obstante, el primer contingente de inmigrantes finlandeses que arribó a Australia llegó para trabajar en las minas de oro de Victoria en la década de 1850. Después de un par de años ocurridos tras la primera ola importante de inmigración finlandesa, en la década de 1920 toma lugar una segunda ola importante de inmigrantes provenientes de aquel país nórdico, siendo esta más numerosa que la anterior. Para aquellos años, Australia se había convertido en el segundo país favorito de destino para los emigrantes finlandeses a nivel mundial tras Canadá. Los finlandeses por lo general eran contratados para realizar trabajo físico pesado. A pesar de esto, fueron especialmente atraídos por los ingresos provenientes de los campos de caña de azúcar y la minería en Mount Isa, en el norte de Queensland.
Por otra parte, los finlandeses en llegar a Australia Meridional fueron los marinos que «saltaron» o abandonaron sus barcos durante el siglo XIX. Poco se sabe acerca de estos hombres, porque las listas de deserción de marineros de Australia Meridional no registraron la nacionalidad hasta 1874. El primer finlandés registrado en estas listas fue John Mikkelson, quien desertó de su barco en enero de 1874.
El número de inmigrantes finlandeses comenzó a crecer de manera significativa a partir de 1955. La emigración a Australia fue facilitada por viáticos dados por el gobierno de Australia. Hacia fines de la década de 1950, aproximadamente 5.000 finlandeses se habían trasladado a Australia. La próxima ola de inmigración ocurrió a finales de la década de 1960, cuando el gobierno australiano comenzó a promover la inmigración de beneficios adicionales. Entre 1967 y 1972 casi 7.000 finlandeses se mudaron hacia Australia.
Al finalizar la Segunda Guerra Mundial, 20.000 finlandeses se habían trasladado a Australia. En las últimas tres décadas la inmigración finlandesa ha disminuido significativamente.